# Ayaba Cho Lucas
Ayaba Cho Lucas (nascido em agosto de 1972) é um ativista ambazoniano. sendo ex-secretário-geral da Liga Juvenil dos Camarões do Sul  e o atual líder do Conselho Governante da Ambazônia, uma organização separatista no Camarões do Sul.
Ayaba foi expulso da Universidade de Buea em 1993 porque havia liderado uma manifestação individual contra o aumento das mensalidades; ele está exilado de Camarões desde então. Posteriormente partiria para a Noruega, onde estudou direitos humanos e desenvolvimento na Universidade Norueguesa de Ciências Ambientais e Biológicas, e de onde baseou seu ativismo. Em janeiro de 2017, Ayaba foi supostamente alvo de assassinato em Bruxelas, Bélgica.